# Couvrot
Couvrot is een gemeente in het Franse departement Marne (regio Grand Est) en telt 940 inwoners (1999). De plaats maakt deel uit van het arrondissement Vitry-le-François.

## Geografie
De oppervlakte van Couvrot bedraagt 8,0 km², de bevolkingsdichtheid is 117,5 inwoners per km².
De onderstaande kaart toont de ligging van Couvrot met de belangrijkste infrastructuur en aangrenzende gemeenten.

## Demografie
Onderstaande figuur toont het verloop van het inwonertal (bron: INSEE-tellingen).